# Bruno Dey
Bruno Dey (* 28. August 1927 in Obersommerkau, Kreis Danziger Höhe) ist ein ehemaliger deutscher SS-Mann. Als Mitglied der 1. Kompanie des Totenkopfsturmbanns leistete er vom 9. August 1944 bis zum 26. April 1945 Wachdienst im KZ Stutthof bei Danzig. Im August 2019 eröffnete das Landgericht Hamburg ein Verfahren gegen Dey wegen Beihilfe zum Mord in mindestens 5230 Fällen. Am 23. Juli 2020 wurde Dey wegen Beihilfe zum Mord in 5232 Fällen und wegen Beihilfe zu einem versuchten Mord zu zwei Jahren Jugendstrafe auf Bewährung verurteilt.

## Leben
Bruno Dey wurde noch als Jugendlicher zur Wehrmacht eingezogen und von dieser an die SS überstellt. Nach eigener Angabe sei er wegen eines Herzfehlers nicht „kriegsverwendungsfähig“ gewesen und daher zum Wachdienst gekommen.

### Stutthof-Prozess
Im Jahr 2016 wurden Unterlagen im Archiv des KZ Stutthof gefunden, auf denen Bruno Dey als Wachmann verzeichnet war. Dies führte zu weiteren Nachforschungen und letztlich zu einer Anklageerhebung am Landgericht Hamburg im April 2019 durch den Oberstaatsanwalt Lars Mahnke. Dieser warf Dey in einer 79-seitigen Anklageschrift zwar keine konkreten Taten vor, er sei jedoch durch seine Zugehörigkeit zur Wachmannschaft „ein kleines Rädchen in der Tötungsmaschine des Konzentrationslagers“ gewesen und habe sich daher der Beihilfe zum Mord in mindestens 5230 nachweisbaren Fällen schuldig gemacht. Ohne die bewaffneten Aufpasser, die Fluchtversuche verhindern oder aufhalten sollten, wären die Verbrechen im Lager nicht möglich gewesen.
Für kurzzeitiges Aufsehen sorgte der Auftritt des Nebenklägers Peter Loth, der anlässlich seiner Zeugenaussage vor Gericht den Angeklagten umarmte und ihm dabei öffentlichkeitswirksam vergab. Nach Recherchen des Nachrichtenmagazins Der Spiegel stellte sich heraus, dass die Berechtigung zur Nebenklage nicht ausreichend geprüft wurde, sondern lediglich auf falschen Angaben des Klägers basiert hatte. Der Mann war entgegen seiner Einlassungen vor Gericht weder als Jude verfolgt, noch Überlebender eines Konzentrationslagers. Auf das weitere Verfahren hatte der Vorfall keine Auswirkungen.